# Cyclocheilichthys enoplus
Cyclocheilichthys enoplus är en fiskart som först beskrevs av Bleeker, 1850.  Cyclocheilichthys enoplus ingår i släktet Cyclocheilichthys och familjen karpfiskar. IUCN kategoriserar arten globalt som livskraftig. Inga underarter finns listade i Catalogue of Life.